# Vüqar Mursal Ələkbərov
Vüqar Mursal Ələkbərov (Mingecsevir, 1981. január 5. –) olimpiai bronzérmes azeri ökölvívó.

## Pályafutása
A Neftçi Bakı versenyzője volt. Két olimpián vett részt. A 2000-es sydney-i olimpián középsúlyban indult. A kenyai Peter Kariuki Ngunit, az ausztrál Paul Millert, és a török Akin Kuloglút legyőzve jutott az elődöntőbe, ahol a későbbi győztestől, a kubai Jorge Gutiérreztől vereséget szenvedett és így bronzérmes lett Erdei Zsolt társaságában. A 2004-es athéni játékokon nehézsúlyban versenyzett. A görög Szpirídon Kladúhasz legyőzése után a negyeddöntőben kikapott a szíriai Nászer es-Sámitól és az ötödik helyen végzett.

## Sikerei, díjai
- Olimpiai játékok – középsúly
  - bronzérmes: 2000, Sydney